# Billy Bevan

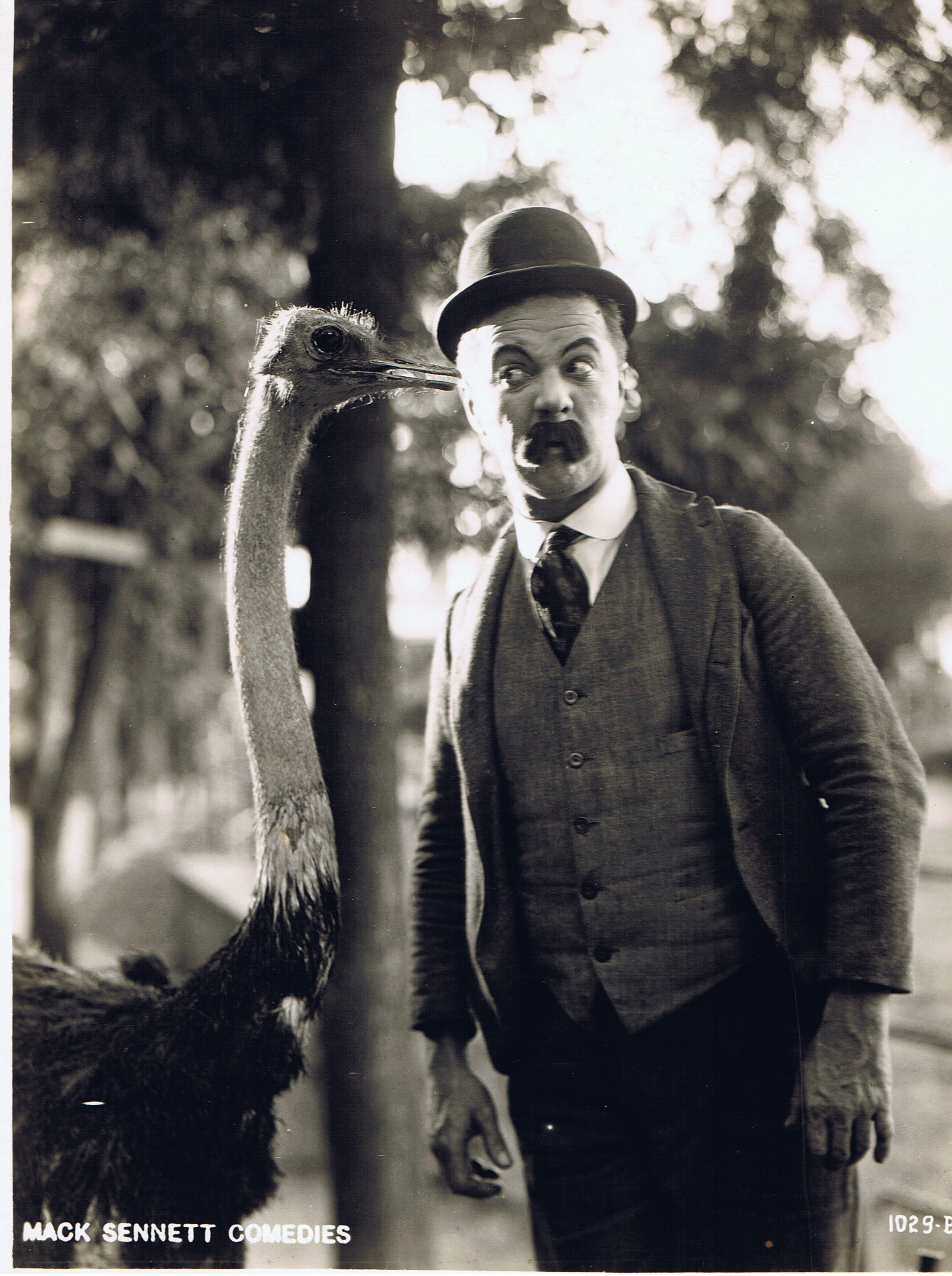
Billy Bevan (1920er-Jahre)

Billy Bevan (* 29. September 1887 in Orange, New South Wales, Australien; † 26. November 1957 in Escondido, Kalifornien; eigentlich William Bevan Harris) war ein australischer Filmschauspieler und Komiker, der zwischen 1916 und 1950 in über 250 Filmen auftrat. Am bekanntesten ist er für seine zahlreichen stummen Kurzfilme, die er in den 1920er Jahren für Mack Sennett drehte.

## Leben
William Bevan stand schon im frühesten Kindesalter auf der Bühne. Er tourte acht Jahre lang als Darsteller in den komischen Opern der australischen Pollard’s Opera Company, wobei ihn sein Weg auch in die USA und nach Kanada führte. Dieses ursprünglich aus Kindern bestehende Ensemble brachte auch die Komiker-Kollegen Snub Pollard und Daphne Pollard sowie den Regisseur Alf Goulding hervor. Anschließend schloss sich Bevan der Theatertruppe von Isabelle Fletcher in Vancouver an. Seine ersten Filmauftritte absolvierte er 1916/17 für Henry Lehrmans L-KO Kompany.
1919 wurde Bevan bei einer Aufführung des Stücks A Knight for a Day vom vormaligen Keystone-Chef Mack Sennett entdeckt, der ihn vom Fleck weg engagierte. Zunächst Nebendarsteller in Filmen von Ben Turpin, Louise Fazenda und anderen, avancierte der Komiker Ende 1921 zum Star eigener Sennett-Komödien. Mit seinem durch Melone und Schnauzbart geprägten Äußeren bot er im Grunde keine sonderlich bemerkenswerte Filmfigur und verfügte im Gegensatz zu vielen seiner Kollegen auch nicht über besondere akrobatische oder tänzerische Fähigkeiten. Diese Mankos wusste er allerdings durch seine vergleichsweise feinsinnige Mimik und ein gutes Timing auszugleichen.
Mitte der 1920er Jahre wurde Bevan häufig mit dem schottischen Komiker Andy Clyde kombiniert, und unter der Regie von Del Lord war das Duo in einigen der rasantesten Kurzfilm-Komödien der zweiten Sennett-Ära zu sehen, darunter Lizzies of the Field (1924), Super-Hooper-Dyne Lizzies (1925) und Wandering Willies (1926). Den Moden der Zeit folgend (siehe Hal Roach Studios), entfernte sich Bevan ab 1926 mitunter vom reinen Slapstick und spielte nun auch in nicht weniger aberwitzigen Beziehungskomödien wie The Best Man (1928). Unterstützt wurde er dabei von Vernon Dent als „Straight man“ bzw. Gegenspieler und dem Regisseur Harry Edwards, die beide vorher zum Team um den Sennett-Abtrünnigen Harry Langdon gehört hatten.
Die Einführung des Tonfilms beendete die Karrieren vieler Stummfilmstars, so auch die von Billy Bevan. Als Hauptattraktion nicht mehr gefragt, machte er ab 1929 eine zweite Karriere als Charakter- und Kleindarsteller. Zwanzig Jahre lang absolvierte er kleine, aber markante Auftritte in komödiantischen Rollen und verkörperte Schaffner, Taxifahrer, Barkeeper, rowdyhafte Cockneys und reizende Engländer. Somit teilte er scheinbar das Schicksal von Kollegen wie Chester Conklin oder Snub Pollard, tatsächlich aber spielte er nur noch aus Spaß an der Freud in Filmen mit: Seit 1925 Besitzer einer gutgehenden Avocadofarm nahe dem kalifornischen Escondido, war Bevan auf das Geld nicht angewiesen. Er arbeitete für klingende Namen wie Lubitsch, Whale, Ford, Capra (Mr. Deeds geht in die Stadt), Hawks (Leoparden küßt man nicht), Hitchcock (Rebecca), Wyler und Clair und zog sich 1950 vom Film zurück.
Billy Bevan starb einen Monat, bevor Robert Youngson mit The Golden Age of Comedy den ersten seiner Kompilationsfilme zum Thema Stummfilmkomödie veröffentlichte, die es jüngeren Zeitgenossen ermöglichten, die Stars von damals wiederzuentdecken. Die völlige Vergessenheit, in die Bevan zu diesem Zeitpunkt geraten war, wurde dadurch unterstrichen, dass sein sich auf „seven“ reimender Name in Youngsons Dokus falsch ausgesprochen wurde. Sein Grab (Abschnitt 5, Parzelle 24, Grab 4) befindet sich auf dem Oak Hill Memorial Park in Escondido, San Diego County.
In Deutschland waren die Filme des Komikers in den 1970er und 1980er Jahren Bestandteil der Fernsehserien Väter der Klamotte, Männer ohne Nerven und Klamottenkiste, jeweils, wie damals üblich, in kommentierter und stark verstümmelter Form. Für den Vor- und Abspann von Väter der Klamotte fanden diverse Szenen aus Bevans Kurzfilmen Verwendung, vor allem aus Wandering Willies und Whispering Whiskers.

## Filmografie

### Sennett-Kurzfilme (Auswahl)
- 1921: Be Reasonable
- 1922: The Duck Hunter
- 1922: Gymnasium Jim
- 1923: Nip and Tuck
- 1924: Wall Street Blues
- 1924: Lizzies of the Field
- 1924: Galloping Bungalows
- 1925: Giddap
- 1925: The Lion’s Whiskers
- 1925: Super-Hooper-Dyne Lizzies
- 1925: Butter Fingers
- 1926: Whispering Whiskers
- 1926: Circus Today
- 1926: Wandering Willies
- 1926: Muscle-Bound Music
- 1926: Ice Cold Cocos
- 1926: Hubby’s Quiet Little Game
- 1926: Hoboken to Hollywood
- 1927: The Golf Nut
- 1928: The Best Man
- 1928: The Bicycle Flirt
- 1929: Pink Pajamas

### Als Neben- und Kleindarsteller (Auswahl)
- 1923: The Extra Girl
- 1930: Journey’s End
- 1930: For the Defense
- 1930: Monte Carlo
- 1931: Waterloo Bridge
- 1932: Zahlungsaufschub (Payment Deferred)
- 1932: Teufelsflieger (Sky Devils)
- 1933: Kavalkade (Cavalcade)
- 1933: A Study in Scarlet
- 1933: Alice in Wonderland
- 1933: Hotel auf dem Ozean (Luxury Liner)
- 1933: Ein Mann geht seinen Weg (Looking Forward)
- 1934: Die letzte Patrouille (The Lost Patrol)
- 1934: One More River
- 1934: Bulldog Drummond schlägt zurück (Bulldog Drummond Strikes Back)
- 1935: Flucht aus Paris (A Tale of Two Cities)
- 1936: Mr. Deeds geht in die Stadt (Mr. Deeds Goes to Town)
- 1936: Draculas Tochter (Dracula’s Daughter)
- 1937: Fluß der Wahrheit (God’s Country and the Woman)
- 1937: Another Dawn
- 1938: Leoparden küßt man nicht (Bringing Up Baby)
- 1938: Mysterious Mr. Moto
- 1938: Gauner mit Herz (The Young in Heart)
- 1938: A Christmas Carol
- 1938: Im goldenen Westen (The Girl of the Golden West)
- 1939: Scotland Yard erlässt Haftbefehl (Arrest Bulldog Drummond)
- 1940: Der Unsichtbare kehrt zurück (The Invisible Man Returns)
- 1940: Rebecca
- 1941: Arzt und Dämon (Dr. Jekyll and Mr. Hyde)
- 1941: Verdacht (Suspicion)
- 1942: Mrs. Miniver
- 1942: The Lone Wolf: Counter-Espionage
- 1942: Meine Frau, die Hexe (I Married a Witch)
- 1943: Auf ewig und drei Tage (Forever and a Day)
- 1943: Holy Matrimony
- 1943: Die Waise von Lowood (Jane Eyre)
- 1944: Scotland Yard greift ein (The Lodger)
- 1944: Der Unsichtbare nimmt Rache (The Invisible Man’s Revenge)
- 1944: Die Perle der Borgia (Sherlock Holmes: The Pearl of Death)
- 1944: Kleines Mädchen, großes Herz (National Velvet)
- 1945: Tonight and Every Night
- 1945: Das Bildnis des Dorian Gray (The Picture of Dorian Gray)
- 1946: Juwelenraub (Terror by Night)
- 1946: Cluny Brown auf Freiersfüßen (Cluny Brown)
- 1948: Schwarze Pfeile (The Black Arrow)
- 1948: Geld oder Liebe (Let’s Live a Little)
- 1948: Blutfehde (The Swordsman)
- 1949: Der geheime Garten (The Secret Garden)
- 1949: Flitterwochen mit Hindernissen (Tell it to the Judge)
- 1950: Liebe unter schwarzen Segeln (Fortunes of Captain Blood)
- 1950: Frauengeheimnis (Three Secrets)